# Google SearchWiki
SearchWiki允许登录用户来评注和对搜索结果进行重新排序，它是Google搜索的一个功能。用户所做的改变只可应用到用户自己的搜索结果，不过对于一个给定的搜索内容，查看其他用户的附注还是可行的。 SearchWiki发布于2008年11月20日，并于2010年3月3日停止服务。尽管如此，Google提供了我的 SearchWiki 附注 （页面存档备份，存于） 页面供用户查看自己以前的附注。
Google Stars在之后取代了SearchWiki，用户不可以评注和对搜索结果重新排序。